# Grandjean L
Pour les articles homonymes, voir Grandjean.
Le Grandjean L est un avion monoplan du constructeur aéronautique suisse René Grandjean.

## Description
C'est un monoplan à aile haute raidie par un haubanage souple. L'inclinaison est obtenue par le gauchissement des ailes. L'arrière du fuselage est en treillis de bois non entoilé. La version L se pose sur un train principal à deux roues muni de patins de sécurité et une béquille de queue en bois. Le constructeur à prévu deux autres atterrisseurs interchangeables : la version S avec des skis et la version W avec des flotteurs.
Le moteur est un Oerlikon 50 à quatre temps et quatre cylindres opposé disposés horizontalement et à refroidissement liquide. Il développe 50 cv à 1150 t/mn. L'hélice bipale fait 2.38 m de diamètre et 2.28 m de pas.

## Troupes d'aviation suisses
L'avion est acheté à son propriétaire le 5 aout 1914 par l'aviation militaire suisse. Il sera utilisé pour l'entrainement. Une rupture de vilebrequin un mois plus tard nécessite un remplacement du moteur mais il n'est pas possible de retrouver un Oerlikon identique. L'avion est transformé avec un moteur rotatif Gnome 70 et devient le Grandjean L-1.